# Jakobusbrunnen (Germering)

Der Jakobusbrunnen

Der Jakobusbrunnen ist ein Brunnen in Germering. Er befindet sich an der Ecke Alte Kirchstraße/Salzstraße in nahe der St. Jakobskirche und des Maibaumes. Er wurde von Bildhauer Wolfgang Wright gestaltet. Im Rahmen eines Festes wurde die Brunnenanlage von Pfarrer Wolfgang Borm im Juli 2003 eingeweiht. Das Kunstwerk wurde vom Förderverein für Heimatpflege Unterpfaffenhofen-Germering gespendet, dessen Vorsitzender Albert Bichler Initiator für den Bau des Brunnens war. Sein Spendenaufruf wurde von den Germeringer Bürgern größtenteils begrüßt; einige Gruppen aus dem Altdorf organisierten Benefizveranstaltungen.

## Geschichte
Die Idee zum Bau eines Dorfbrunnens kam bereits im September 1991 vom Förderverein für Heimatpflege, der dazu ein Schreiben an den Bürgermeister Peter Braun verfasste. Schließlich wurde im November 1999 ein erstes Modell des Brunnens des Künstlers Wolfgang Wright mit einer lebensgroßen Figur des Heiligen Jakobus vorgestellt, das im Stadtrat jedoch keine Zustimmung fand. Als der Verein das Projekt schon fast aufgeben wollte, brachte der derzeitige SPD-Stadtrat Helmut Ankenbrand einen interfraktionellen Konsens für ein neues Modell und die Übernahme der Planungskosten durch die Stadt zustande. Darauf konnte im Dezember 2002 eine Bronzebüste des Heiligen Jakobus in Auftrag gegeben werden. 
Da nur die Figur des Heiligen Jakobus vom Förderverein für Heimatpflege gestiftet wurde, musste die Stadt Germering die Gesamtkosten in Höhe von rund 38.000 € für die Platzgestaltung und die vollautomatische Pumpanlage übernehmen. Planungskosten für die Platzgestaltung fielen nicht an, da die Stadt Germering über einen eigenen Landschaftsarchitekten, Brian Meakins, verfügte. Die Stadt kommt auch für den Unterhalt der Anlage auf. Insgesamt kostete der Bau des Brunnens etwa 73.000 €.

## Erscheinungsbild
Der Pilgerheilige wird als Halbfigur mit Schlapphut und Wanderstab dargestellt. Sein Mantel ist mit zwei Jakobsmuscheln verziert, in der anderen Hand hält er eine kleine Schale. Die dreigeteilten Becken, in denen die Ausläufe aus Bronze münden, bestehen aus Bayerwald-Granit und münden wiederum in ein kreisrundes Becken auf dem Boden. Dadurch kann man sich oben an den Ausläufen die Hände waschen, sich in den dreigeteilten Becken die Arme und im untersten Becken die Füße abkühlen.
Die drei Segmente der Becken wiederholen sich in der kreisförmigen Fläche um den Brunnen in Form von Porphyrsteinen. Somit findet sich die Brunnenform nochmals auf dem Boden wieder. 
Zudem wird die Anlage durch ein Blumenbeet, welches durch den Verein "Blumen- und Gartenfreunde" bepflanzt und gepflegt wird, zur Salzstraße hin eingerahmt. Zur Osterzeit wird der Brunnen alljährlich mit Ostereiern geschmückt, die von Schülerinnen und Schülern aus den umliegenden Grundschulen mit bemalt wurden. Um den Brunnen herum befinden sich mehrere Bäume, und drei halbrunde Sitzbänke, die vom Bauhof in einer Sonderanfertigung hergestellt wurden.